# Иллет
Иллет (настоящее имя Наталия Владимировна Некрасова) (родилась 17 августа 1961 года в Нижнем Новгороде, в 4 месяца была перевезена в Москву) — российская писательница, менестрель и переводчица, участница ролевого движения.

## Биография
Окончила химический факультет МГУ, защитила диссертацию в Институте электрохимии РАН по теме «Фотоэмиссионный подход к исследованию двойного электрического слоя».

## Творчество
Автор (совместно с Элхэ Ниэннах) «Чёрной Книги Арды». Первое издание книги — 1995 год.
В 2000 году «Чёрная Книга Арды» вышла в виде двухтомника, причём первый том содержал версию ЧКА Элхэ Ниэннах, а второй, написанный Иллет, имел более сложную структуру — сюжет книги строился на том, что в Четвёртую эпоху («Властелин Колец» Толкина заканчивается Третьей эпохой) в руки агента Тайной Стражи — специальной службы королевства Гондор Галдора попадает незнакомец с текстом на неизвестном языке (это как раз ЧКА). Галдор ведёт с задержанным продолжительные беседы, спорит на мировоззренческие темы и попутно изучает неизвестный язык и читает сам текст. Предполагается, что в беседах стража Галдора с арестованным незнакомцем нашли отражение споры, имевшие место в среде толкинистов в конце 1990-х — начал 2000-х вокруг ЧКА.
В 2005 году Наталия Некрасова опубликовала своеобразное продолжение «Исповеди Стража» — книгу «Великая игра». В её прологе описывается, как Галдор находит у потомка старинного умбарского рода тетрадь с описанием того, как у Саурона появилось его девятеро слуг — назгулов. Попутно Иллет описывает альтернативную историю прихода к Саурону каждого из них. Основной смысл книги — что все они оказались вовлечёнными в игру, в которой заранее были обречены на поражение.

### Переводы
Ффорде Джаспер:
- «Беги, Четверг, беги, или Жёсткий переплёт» (Lost in a Good Book, 2002), год выхода в России — 2007 (издательство «Эксмо»)
- «Кладезь Погибших Сюжетов, или Марш генератов» (The Well of Lost Plots, 2003), год выхода в России — 2008 (издательство «Эксмо»)
- «Тайна выеденного яйца, или Смерть Шалтая» (The Big Over Easy, 2005), год выхода в России — 2008 (издательство «Эксмо»)

## Дискография
- 1999 — Ветер поднебесья (Дом в зеленых холмах)
- 2000 — Волчье солнце
- 2004 — Сопряжение сфер
- 2006 — Низшая мифология
- 2007 — Средиземский альбом